# Vocabolario siciliano
Le Vocabolario siciliano est un dictionnaire en cinq volumes de plus de 5 000 pages sur la langue sicilienne. Il a été rédigé par le professeur Giorgio Piccitto et publié de 1977 à 2002 avec l’appui financier de la région Sicile et du Conseil national de la recherche. C’est une des œuvres les plus importantes sur la langue sicilienne.